# Olaf Heukrodt
Olaf Heukrodt (Magdeburgo, RDA, 23 de enero de 1962) es un deportista alemán que compitió en piragüismo en la modalidad de aguas tranquilas. Hasta 1990 representó a Alemania Oriental (RDA), época durante la cual ganó muchas de sus medallas.
Participó en los Juegos Olímpicos de Moscú 1980, Seúl 1988 y Barcelona 1992, obteniendo un total de cinco medallas: una de oro, dos de plata y dos de bronce. Ganó doce medallas en el Campeonato Mundial de Piragüismo entre los años 1981 y 1991.

## Palmarés internacional
| Representando a la RDA   |                          |                   |             |
| Juegos Olímpicos         |                          |                   |             |
| Año                      | Lugar                    | Medalla           | Competición |
| 1980                     | Moscú (URSS)             | Medalla de bronce | C1 500 m    |
| 1980                     | Moscú (URSS)             | Medalla de plata  | C2 1000 m   |
| 1988                     | Seúl (Corea del Sur)     | Medalla de oro    | C1 500 m    |
| 1988                     | Seúl (Corea del Sur)     | Medalla de plata  | C2 1000 m   |
| Campeonato Mundial       |                          |                   |             |
| Año                      | Lugar                    | Medalla           | Competición |
| 1981                     | Nottingham (Reino Unido) | Medalla de oro    | C1 500 m    |
| 1981                     | Nottingham (Reino Unido) | Medalla de plata  | C2 1000 m   |
| 1982                     | Belgrado (Yugoslavia)    | Medalla de oro    | C1 500 m    |
| 1983                     | Tampere (Finlandia)      | Medalla de plata  | C2 1000 m   |
| 1985                     | Malinas (Bélgica)        | Medalla de oro    | C1 500 m    |
| 1985                     | Malinas (Bélgica)        | Medalla de oro    | C2 1000 m   |
| 1986                     | Montreal (Canadá)        | Medalla de oro    | C1 500 m    |
| 1987                     | Duisburgo (RFA)          | Medalla de oro    | C1 500 m    |
| 1987                     | Duisburgo (RFA)          | Medalla de oro    | C1 1000 m   |
| 1989                     | Plovdiv (Bulgaria)       | Medalla de plata  | C1 500 m    |
| Representando a Alemania |                          |                   |             |
| Juegos Olímpicos         |                          |                   |             |
| Año                      | Lugar                    | Medalla           | Competición |
| 1992                     | Barcelona (España)       | Medalla de bronce | C1 500 m    |
| Campeonato Mundial       |                          |                   |             |
| Año                      | Lugar                    | Medalla           | Competición |
| 1991                     | París (Francia)          | Medalla de bronce | C1 500 m    |
| 1991                     | París (Francia)          | Medalla de plata  | C4 1000 m   |